# La Foixarda

Mapa del districte de Sants-Montjuïc (Barcelona)

La Foixarda és un sector de la muntanya de Montjuïc en el districte de Sants-Montjuïc de la ciutat de Barcelona. Es localitza en el vessant nord-oest de la muntanya, dins de la zona especial del Parc de Montjuïc, entre l'avinguda de Francesc Ferrer i Guàrdia, l'avinguda de l'Estadi i el carrer del Mirador del Palau Nacional, a l'espai on antigament es trobava la pedrera de la Foixarda, els terrenys de la qual, recaiguts a la fi del segle xix en Jacinta Bruguera i Rius, van ser cedits a l'Ajuntament de Barcelona el 1915, segons el projecte d'urbanització de la muntanya de Montjuïc per a l'Exposició Internacional de 1929. És des de llavors una zona de parcs i jardins, centres museístics i equipaments esportius, així com l'única reserva natural urbana de la ciutat.

## Història

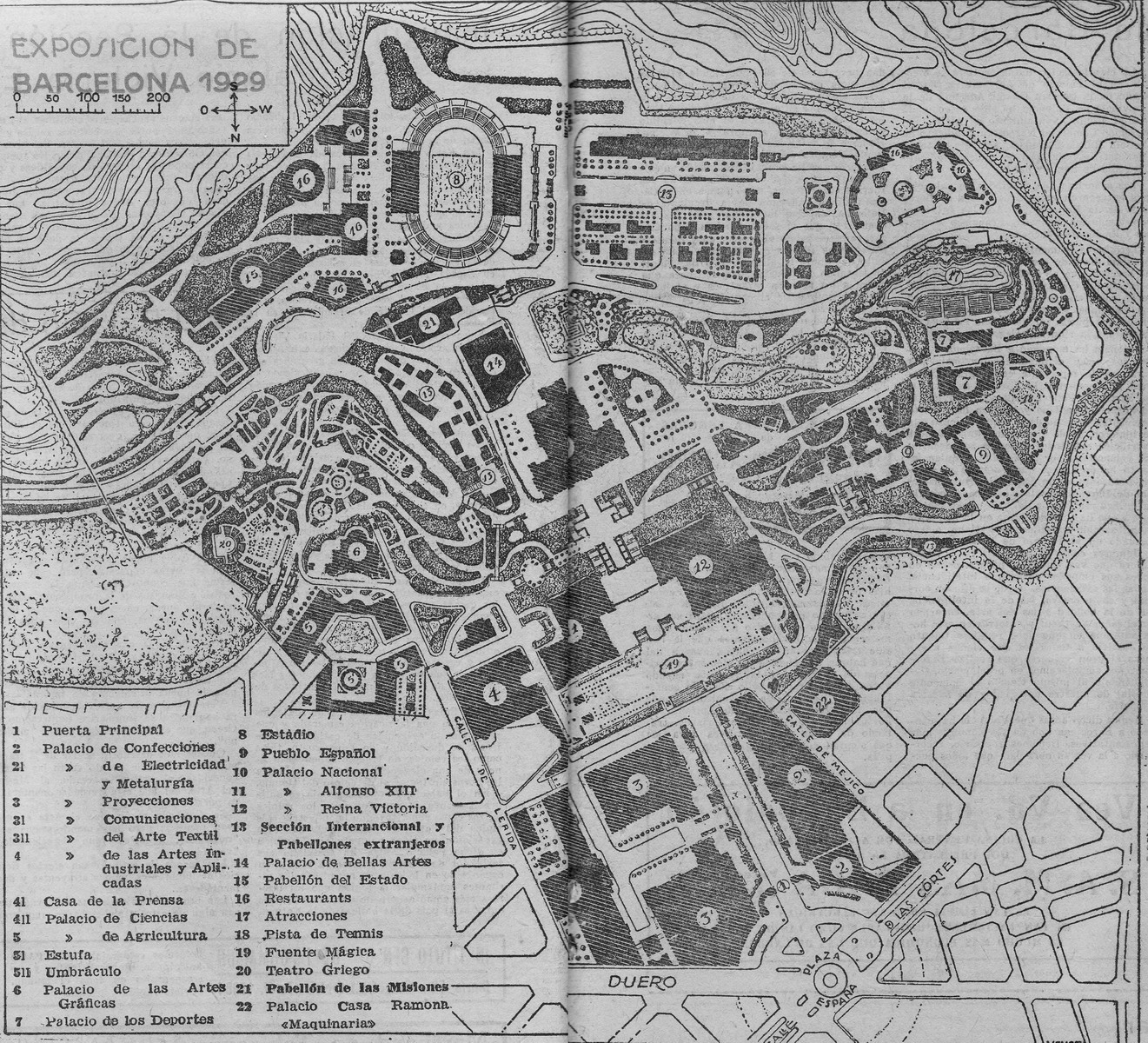
Plànol de l'Exposició Universal de 1929 amb els equipaments de La Foixarda a la dreta

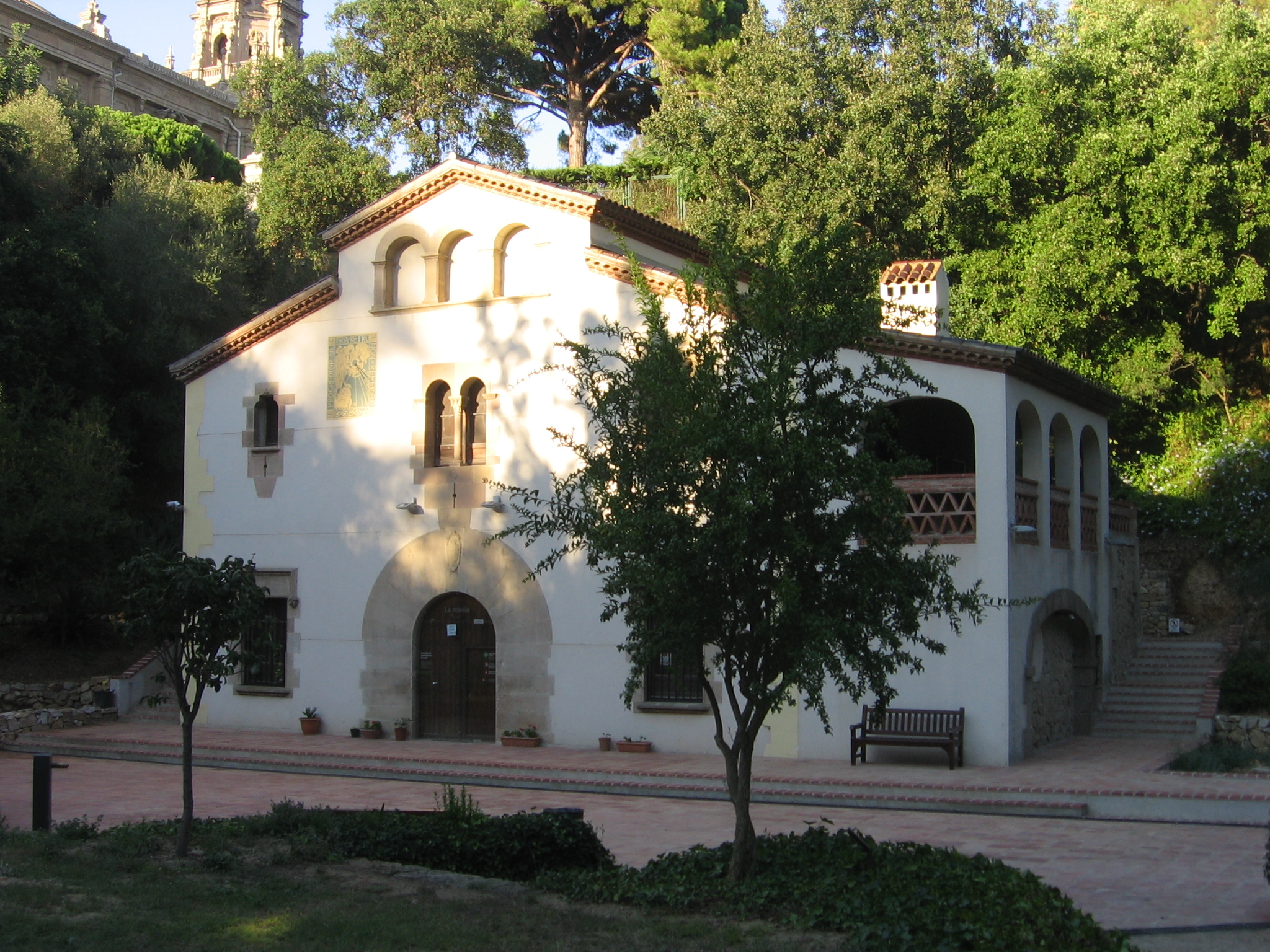
Masia del Jardí Botànic Històric de Barcelona, creat el 1930 per Pius Font i Quer sobre dues fondalades de l'antiga pedrera de La Foixarda

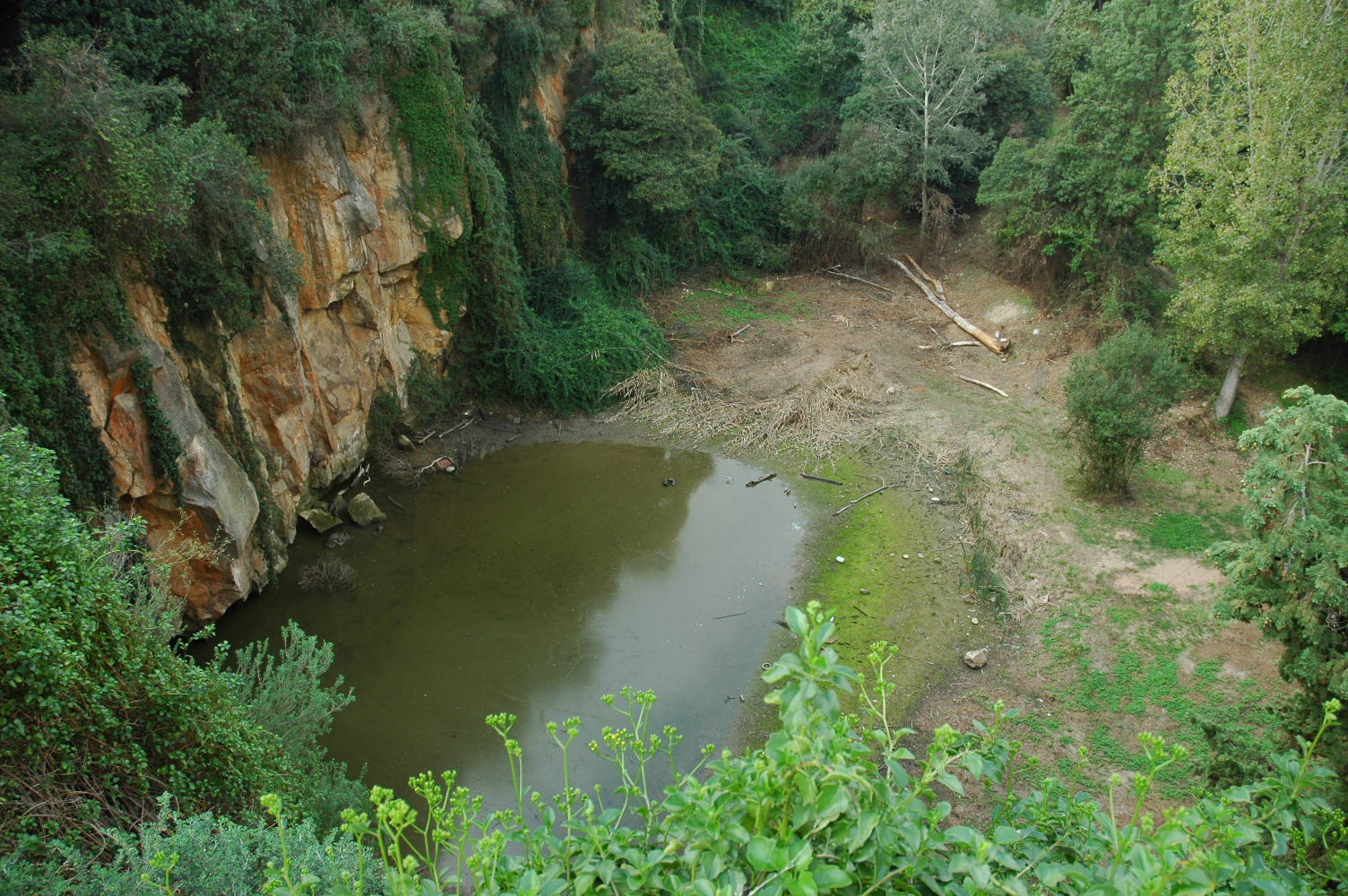
Sot o Pedrera de La Foixarda

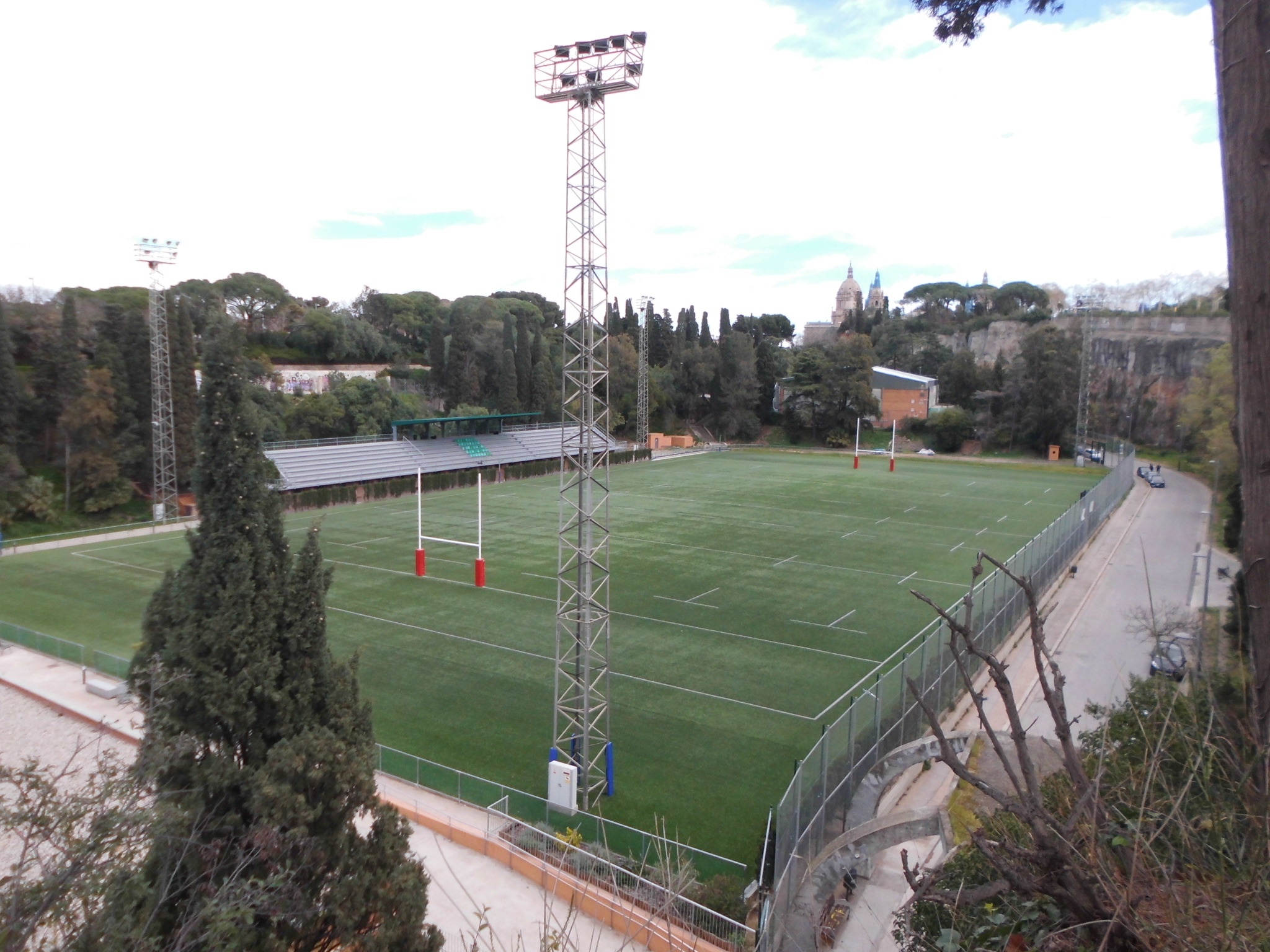
Camp Municipal de Rugbi La Foixarda

La Foixarda va ser una de les vàries pedreres de la muntanya de Montjuïc explotades des de mitjan segle XVII fins a mitjan segle xix per la família de molers barcelonins Foixart, del cognom dels quals, per derivació, es va formar el seu topònim.
Els seus terrenys van recaure a la fi del segle xix en Jacinta Bruguera i Rius, muller de Ramon Rovira i Casanella i filla de Jacint Bruguera i Foixart (+1881), avi de l'industrial i polític regionalista Josep Rovira i Bruguera, la família de la qual els va cedir a l'Ajuntament de Barcelona el 1915, segons projecte d'urbanització de la muntanya de Montjuïc per a l'Exposició Internacional de Barcelona de 1929.
El 1920 va començar a construir-se, sobre la fondalada coneguda com el Sot de la Foixarda, l'Estadi Català, perquè fos seu els Jocs Olímpics de 1924, als quals la ciutat de Barcelona va sol·licitar ser candidata, celebrant-se finalment aquesta VIII edició dels Jocs a la ciutat de París. Va ser inaugurat el 25 de desembre de 1921, amb un partit de futbol jugat pel F. C. Barcelona i el Sparta de Praga, sense que les seves obres haguessin arribat a acabar, per la qual cosa, malmesa la seva destinació olímpica, va ser reconvertit en parc d'atraccions, ara per a l'Exposició Internacional de 1929, i, després, novament en equipament esportiu (avui Camp Municipal de Rugbi La Foixarda).
El 1930, continuant aquest projecte de transformació urbanística de la muntanya de Montjuïc motivat per l'Exposició Internacional, es va encarregar al botànic Pius Font i Quer la construcció d'un jardí botànic per a la ciutat de Barcelona, avui denominat Jardí Botànic Històric de Barcelona, creat sobre dos fondalades de l'antiga pedrera de la Foixarda (la del Sot de la Masia i la del Sot de l'Estany) situades darrere del Palau Nacional, seu del Museu Nacional d'Art de Catalunya.

## Equipaments
En l'actualitat, a més del Jardí Botànic Històric de Barcelona, es troben també situats en la Foixarda, entre altres equipaments:
- Escola Municipal d'Hípica La Foixarda, a l'avinguda dels Montanyans

- Tennis Municipal de Montjuïc, al carrer de la Foixarda, on també se situa la Reial Societat de Tennis Pompeia

- Centre Municipal d'Escalada La Foixarda, en el camí de la Foixarda

- Camp Municipal de Rugbi La Foixarda, també en el camí de la Foixarda

## Accessos
La Foixarda, la zona interior de la qual pot ser recorreguda a través de l'avinguda dels Montanyans, el carrer de la Foixarda i el camí de la Foixarda, té diverses vies d'accés als seus equipaments:
- Per l'avinguda de Francesc Ferrer Guàrdia, a través el carrer de la Foixarda, després de la façana oest del Poble Espanyol, seguint el camí de la Foixarda, després de la seva façana nord, on se situen, descendent, el Centre Municipal d'Escalada La Foixarda i el Camp Municipal de Rugbi La Foixarda.

- Per la plaça de Sant Jordi, a través de l'avinguda dels Montanyans, on està situada l'Escola Municipal de Hípica La Foixarda, també sobre fondalades de l'antiga pedrera Foixarda

- Pel carrer del Mirador del Palau Nacional, darrere del Museu Nacional d'Art de Catalunya, on es troba el Jardí Botànic Històric de Barcelona, sobre les fondalades conegudes com el Sot de la Masia i el Sot de l'Estany.

- Per l'avinguda de l'Estadi, a l'altura del camí de la Foixarda, des d'on observar la fondalada de l'antiga pedrera on avui se situa el Camp Municipal de Rugbi La Foixarda, coneguda com el Sot de la Foixarda